# Myriopholis longicauda
Espèce
Synonymes
- Stenostoma longicaudum Peters, 1854
- Glauconia longicauda (Peters, 1854)
- Leptotyphlops longicaudus (Peters, 1854)
- Glauconia fiechteri Scortecci, 1929
- Glauconia brevirostralis FitzSimons, 1930

Myriopholis longicauda est une espèce de serpents de la famille des Leptotyphlopidae.

## Répartition
Cette espèce se rencontre en Somalie, au Kenya, en Tanzanie, au Mozambique, en Zambie, au Zimbabwe, au Botswana, au Swaziland et en Afrique du Sud.

## Publication originale
- Peters, 1854 : Diagnosen neuer Batrachier, welche zusammen mit der früher (24. Juli und 17. August) gegebenen Übersicht der Schlangen und Eidechsen mitgetheilt werden. Bericht über die zur Bekanntmachung geeigneten Verhandlungen der Königlich preussischen Akademie der Wissenschaften zu Berlin, vol. 1854, p. 614-628 (texte intégral).